# 酸汤子
酸汤子是一道遼寧滿洲菜，據說起源於本溪或岫岩，盛行於辽东的满族聚居地。

## 制作
将新鲜的玉米泡在水中一个星期左右，用石磨磨成水麵（麵糊状），并用布片等过滤，将水麵里面的渣子滤掉，留下细的水面装入容器发酵至有酸味。
食用时，先将水麵攒成团，入热水稍煮片刻，备用。锅内放油。用葱花等炒香，后放入热水，待水开后将水麵挤入用铁皮或塑料制成的漏斗状“汤子套”里，并将水麵从汤子套的小口中挤出，入锅煮熟即可。
可根据个人的习惯，将酸汤子做出各种口味，可热食也可凉拌。酸甜可口，味道浓郁。

## 食物安全
2020年10月5日，中國黑龍江省雞西市發生因酸湯子導致的嚴重食物中毒事件，一家十二口聚餐食用酸湯子後九人中毒，截至10月19日九人经抢救无效全部身亡。媒體最初報道稱黃曲霉素為中毒原因，然而驗屍後發現真正致病原為米酵菌酸；事後中國国家卫生健康委员会公告呼吁民众停止制作、食用酵米面类食品。